# Patrick Peyton
Patricio José Peyton (Attymass, Mayo, 9 de enero de 1909 - Los Ángeles, 3 de junio de 1992) fue un sacerdote irlandés-norteamericano que lanzó una campaña mundial llamada Cruzada de Oración y se hizo famoso con el lema "la familia que reza unida permanece unida", con el que patrocinaba el rosario en familia.

## Biografía
Patricio Peyton nació el 9 de enero de 1909, en el Condado de Mayo, en Irlanda. Fue hijo de Juan Peyton y María Gillard Peyton, el sexto de nueve que tuvo la pareja. Su familia vivió en situación de pobreza, pero gozaban de gran devoción religiosa, sobre todo a la oración del rosario.
Emigró a los 20 años a los Estados Unidos, se estableció en Scranton, Pensilvania, donde trabajó como sacristán de la catedral.
Patricio deseaba ser sacerdote, pero no poseía dinero para estudiar, ni para entrar en el seminario. Le contó su anhelo a Monseñor Pablo Kelly, quien le pagó su educación. En 1928, conoció a unos sacerdotes de la Congregación de Santa Cruz, que impresionaron a Patrick Peyton. Poco tiempo después pidió ser admitido para comenzar sus estudios en el Seminario de la Universidad de Notre Dame. 
El último año de estudios estuvo enfermó de tuberculosis durante un año, pero se recuperó de forma supuestamente milagrosa, atribuyendo su mejoría a la intercesión de la Virgen María. 
El 15 de mayo de 1941 fue ordenado sacerdote, siendo su primera labor religiosa la de ejercer como capellán de un colegio perteneciente a la Congregación. Envió cartas a muchos obispos de Estados Unidos para que se promoviera la oración del rosario en las familias, como forma de agradecimiento a la Virgen por su sanación. 
Los obispos apoyaron la campaña del rosario familiar en cada una de su diócesis. Patrick Peyton logró que se transmitiera el rosario en un radio local todas las tardes. En 1942, fundó el Apostolado del Rosario en Familia. 
En 1947 funda Family Theater Productions, con el apoyo de muchas estrellas de Hollywood, una productora dedicada a hacer películas con valores cristianos.
En 1948 realizó su primera cruzada del rosario en London (Ontario), Canadá. Estas cruzadas tenían la finalidad de enseñar a las familias la importancia de rezar juntas los misterios del rosario.
Sus cruzadas del rosario reunían grandes multitudes: doscientas veinte mil personas en Saint Paul (Minnesota) en 1958, quinientas cincuenta mil en San Francisco (California) en 1961, dos millones en São Paulo (Brasil) en 1964, ochocientas mil en Barcelona (España) en 1965.
Por su actividad en las cruzadas del rosario en Latinoamérica durante la Guerra Fría, fue acusado de colaborar con los servicios de inteligencia estadounidenses. A través de sus contactos con J. Peter Grace, a quien conoció en 1946 y que era bisnieto del fundador de la multinacional del transporte y la minería W. R. Grace and Company (con intereses en Sudamérica), Peyton recibió directrices y financiación secreta para las cruzadas por parte de la CIA. Contaba con la aprobación del entonces vicepresidente Richard Nixon en la lucha llevada a cabo por EE. UU. contra los movimientos de izquierdas en el continente. Tal apoyo fue descubierto por los superiores de Peyton en octubre de 1964, y un año y medio después la Santa Sede obligaba a cortar los lazos con la CIA.
En todas sus cruzadas, asistieron un total de veintiocho millones de personas. Después del papa Juan Pablo II, es el segundo predicador en llegar a más personas, además se calculan alrededor de 600 programas de radio y televisión producidas por la productora del Padre Peyton para promover el rosario, incluyendo una dramatización de los misterios del rosarios que llegó a millones de personas en el mundo.
Murió el 3 de junio de 1992. Su causa de beatificación se abrió el 1 de junio de 2001, el Papa Francisco lo declaró Venerable en 2017.

## Legado
Llegó a filmar una producción cinematográfica en España, basada en los Misterios del Rosario (Gozosos, Dolorosos y Gloriosos) , estrenada en 1958.